# Coll de la Creu de Perves
El Coll de la Creu de Perves està situat a 1.334,9 m d'altura, a la carretera N-260, dins del terme municipal del Pont de Suert, a l'Alta Ribagorça. Pertanyia al terme de Viu de Llevata, actualment integrat en el del Pont de Suert.

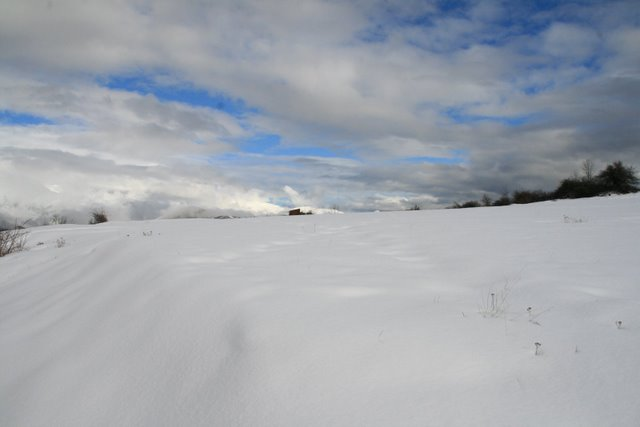
El Coll de la Creu de Perves, nevat

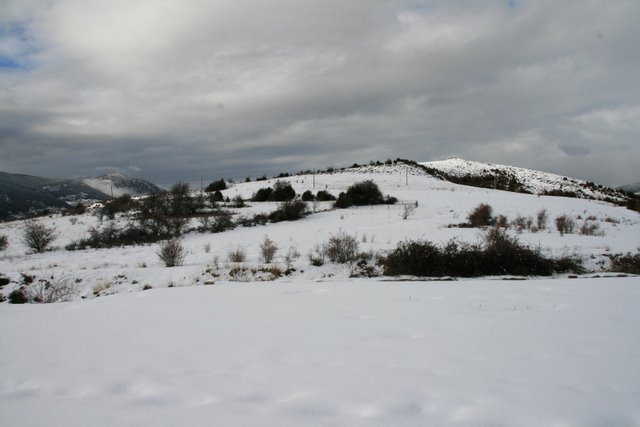
El Coll de la Creu de Perves, nevat

Està situat al vessant sud-oriental del Tossal de Sant Romà, en el punt quilomètric 332,765 de la carretera N-260.
A prop del coll s'inicia el barranc de Cuba, que davalla cap al nord-est, passa pel costat de llevant de Perves, on s'ajunta amb el barranc del Segalar per tal de formar el barranc de Perves, que és un dels que forma el riu Bòssia. És per tant, el vessant pallarès, que va a afluir a la Noguera Pallaresa. D'altra banda, cap al sud-oest davalla el barranc de Fontcalent, que va a parar al barranc d'Adons, afluent secundari de la Noguera Ribagorçana; és, així doncs, el vessant ribagorçà.
L'ascens cap al coll s'inicia a ponent de la localitat de Xerallo, i a mitja pujada passa per Perves, que ja és, com el mateix coll, en el terme municipal del Pont de Suert.
Just en el mateix coll s'inicia, cap al sud-oest, la Pista de la Creu de Perves a Corroncui, que duu al poble de Corroncui i, a partir d'ell, a través de la Pista de Corroncui a Pinyana, o Pista de Pinyana, a Pinyana. Des d'aquest lloc enllaça, encara, amb la Pista de Cadolla, que duu a Cadolla, Naens i Senterada.